# Naturbahnrodel-Junioreneuropameisterschaft 1990
Die 17. FIL-Naturbahnrodel-Junioreneuropameisterschaft fand vom 10. bis 11. Februar 1990 in Železniki in Jugoslawien statt.

## Technische Daten der Naturrodelbahn
| Seehöhe Start          | 0599 m   |
| Seehöhe Ziel           | 0443 m   |
| Höhendifferenz         | 0156 m   |
| Durchschnittl. Gefälle | 0014,5 % |
| Länge                  | 1076 m   |

## Einsitzer Herren
| Platz | Name              | Zeit |
| ----- | ----------------- | ---- |
| 01    | Günther Meraner   | ?    |
| 02    | Jewgeni Jakuschin | ?    |
| 03    | Christian Hafner  | ?    |
| 04    | Anton Blasbichler | ?    |
| 05    | Jürgen Pezzi      | ?    |
| 06    | Markus Lagger     | ?    |
| 07    | Roland Ploner     | ?    |
| 08    | Harald Zöggeler   | ?    |
| 09    | Norbert Huber     | ?    |
| 10    | Ludwig Nöhmeier   | ?    |

37 Rodler kamen in die Wertung.

## Einsitzer Damen
| Platz | Name                | Zeit |
| ----- | ------------------- | ---- |
| 01    | Elvira Holzknecht   | ?    |
| 02    | Evi Mitterstieler   | ?    |
| 03    | Brigitte Feinig     | ?    |
| 04    | Doris Haselrieder   | ?    |
| 05    | Irina Zarikowa      | ?    |
| 06    | Bettina Pöcham      | ?    |
| 07    | Manuela Volgger     | ?    |
| 08    | Irene Mitterstieler | ?    |
| 09    | Manuela Reiterer    | ?    |
| 10    | Marion Mittelberger | ?    |

14 Rodlerinnen kamen in die Wertung.

## Doppelsitzer
| Platz | Name                                      | Zeit |
| ----- | ----------------------------------------- | ---- |
| 01    | Jürgen Pezzi – Christian Hafner           | ?    |
| 02    | Anton Blasbichler – Christian Blasbichler | ?    |
| 03    | Markus Lagger – Wolfgang Töplitzer        | ?    |
| 04    | Helmut Ruetz – Andi Ruetz                 | ?    |
| 05    | Andreas Hofer – Pierre Koppensteiner      | ?    |
| 06    | Boris Nastran – Florian Sturm             | ?    |
| 07    | Norbert Huber – Harald Pescosta           | ?    |
| 08    | Gerald Krössbacher – Andreas Grattl       | ?    |
| 09    | Jewgeni Jakuschin – Sergei Kwasnikow      | ?    |
| 10    | Tengis Akopow – Sasa Dsizojew             | ?    |

13 Doppelsitzer kamen in die Wertung.

## Medaillenspiegel
| Platz | Land        | Gold | Silber | Bronze | Gesamt |
| ----- | ----------- | ---- | ------ | ------ | ------ |
| 1.    | Italien     | 2    | 2      | 1      | 5      |
| 2.    | Österreich  | 1    | —      | 2      | 3      |
| 3.    | Sowjetunion | —    | 1      | —      | 1      |